# Widderfeld Stock
Widderfeld Stock är en bergstopp i Schweiz.   Den ligger i kantonen Obwalden, i den centrala delen av landet, 70 km öster om huvudstaden Bern. Toppen på Widderfeld Stock är 2 351 meter över havet, eller 184 meter över den omgivande terrängen. Bredden vid basen är 2,0 km.
Terrängen runt Widderfeld Stock är huvudsakligen mycket bergig. Närmaste större samhälle är Engelberg, 5,4 km öster om Widderfeld Stock. 
Trakten runt Widderfeld Stock består i huvudsak av gräsmarker. Runt Widderfeld Stock är det mycket glesbefolkat, med 3 invånare per kvadratkilometer.